# David Miscavige
David Miscavige (født 30. april 1960) er leder af Scientology siden 1987. Hans officielle titel i organisationen er ”bestyrelsesformand i Religious Technology Center” (RTC), som er det selskab, der kontrollerer varemærker og ophavsrettigheder, der tilhører dianetik og Scientology.
Allerede som teenager var Miscavige stedfortræder for Scientologys grundlægger Ron Hubbard. Han fik en ledende stilling i organisationen i begyndelsen af 1980'erne, og han blev udnævnt til bestyrelsesformand for RTC i 1987, året efter Hubbards død. Dermed blev han leder af Scientologykirken. Officielle biografier fra Scientologykirken beskriver Miscavige som "den kirkelige leder af Scientologyreligionen".
Siden han tiltrådte sin lederstilling, har der været en række beskyldninger mod Scientology og mod Miscavige selv. Disse beskyldninger omfatter påstande om menneskehandel, børnemishandling, slaveri, tvungen adskillelse af familiemedlemmer og chikane af journalister og kritikere. Miscavige og talspersoner for organisationen benægter størstedelen af disse påstande, ofte med nedsættende kommentarer, og de angriber troværdigheden hos dem, der fremsætter påstandene.
Miscavige er blevet sagsøgt i adskillige retssager, der involverer hans rolle i organisationen. I april 2022 blev der indgivet en retssag, der henviser til gentagne seksuelle overgreb på børn begået af højtstående Scientology-embedsmænd under Miscaviges ledelse.